# Tolkunbek Abdygulov
Tolkunbek Sagynbekovich Abdygulov (né le 7 juillet 1976 à Bokonboyevo en RSS du Kirghizistan) est un homme politique kirghiz. Il est premier vice-Premier ministre du 8 mai 2014 au 26 août 2017, moment où il est rétrogradé au poste de vice-Premier ministre.

## Biographie
Le 8 mai 2014, Abdygulov est nommé comme administrateur de la Banque nationale de la République kirghize en remplacement de Zina Asankojoeva. Son administration fait principalement la manchette pour avoir recommandé à tous les citoyens kirghiz de posséder 100 g d'or à la maison. Le 26 août 2017, il est promu au poste de premier vice-Premier ministre du Kirghizistan dans l'administration du nouveau premier ministre Sapar Isakov. Le 23 novembre 2017, il est démis de ses fonctions et affecté à un autre poste de vice-premier ministre en remplacement de Duishenbek Zilaliev. Il n'y reste pas bien longtemps puisqu'il retourne à la Banque nationale le 21 décembre 2017, il est plus tard remplacé par Sanjar Mukanbetov.
Durant son second mandat à la tête de la Banque nationale, il fait face à une crise liée à la perte en valeur du som. Il démissionne le 29 septembre 2021 pour devenir conseiller au Fonds monétaire international. Il est remplacé le jour même par Kubanychbek Bokontaev